# 石越 (漢趙)
石越（3世纪？—318年），五胡十六国時代漢趙軍事人物。
石越在漢驃騎大将軍石勒麾下为将。316年七月，河東郡、平陽郡蝗灾发生，民众十分之五六为饥饿流民。石勒派遣石越率二万騎兵屯守并州，招纳流民，流民归附有二十万户。318年五月，段匹磾率兵数千投奔东晋乐陵郡太守邵续。石越在寒山击败段匹磾。段匹磾敗走薊城，石越中流矢而死，石勒追赠他为平南将軍。石越死后，石勒三个月不听音乐以示哀悼。